# Angelina Alós
Angelina Alós Tormo (Valencia, 3 de diciembre de 1917 - Esplugas de Llobregat, 12 de marzo de 1997) fue una ceramista española y profesora de esta disciplina en la Escuela del Trabajo de Barcelona.

## Biografía
Alòs era hija de Esperanza Tormo, profesora de guitarra clásica, piano y compositora y del ceramista Joan Baptista Alòs i Peris. El 1918 su familia se trasladó a Barcelona. Comenzó su formación artística con once años tocando el violonchelo con el profesor Eduardo Sáinz de la Maza y, más adelante, en la escuela de música fundada por Pau Casals, unos estudios que, a partir de 1933, compaginó con los de cerámica a la Sección de Bells Oficis de l'Escola del Treball de Barcelona, donde su padre era profesor. Cursó también estudios de arte con Francesc Galí y de escultura con Jaume Duran. El 1943 se casó con Ricardo Morales Ramńn, con quien tuvo una hija, y abandonó los estudios de música.
Su faceta como docente se inició en julio del 1936, cuando entró como ayudante de cerámica de la Escuela del Trabajo. Durante los primeros años sustituyó puntualmente a su padre como profesora y el 1945 fue nombrada profesora de las clases técnicas de la misma escuela. A causa de complicaciones de salud derivadas de la manipulación de la cerámica (envenenamiento por plomo o saturnismo) se trasladó a Esplugas de Llobregat y en 1952 fue titular del puesto de profesora. Al jubilarse el director de la Escuela, Lluís Rigalt, la discriminación de la mujer en la sociedad de los años 50 impidió que  ocupara la dirección. En 1956 pidió una excedencia y abrió un taller con horno de leña en la calle de la Riba de Esplugas, donde impartió clases particulares con un enfoque más artístico que en la Escuela del Trabajo, donde había sido haciendo una enseñanza técnica. Por esta escuela pasaron ceramistas importantes contemporáneos: Juli Bono, Lluís Castaldo y París, Magda Martí Coll, Montserrat Sastre, Frederic Gisbert i Carles Ballester y Vicente, Mercè Miquel, entre otros.
Durante los años 50 obtuvo reconocimiento artístico en todo el mundo y combinó la tarea artística y las exposiciones con las clases particulares. El año 1959 fue nombrada miembro de la Academia Internacional de Cerámica. El 1963 volvió como docente a la Escuela del Trabajo de Barcelona y se jubiló en 1984.
Su obra es diversa y compleja, tanto en materiales como en técnicas y variedad de formas, y va desde piezas seriadas a la pieza única, pasando por los murales de grandes dimensiones. Su extensa producción puede englobarse básicamente en cuatro grandes apartados: el primero, formado por los jarrones deformas; el segundo, lo componen los bodegones, con representaciones de figuras de animales o simbólicas; el tercero, son las placas y los grandes murales, de texturas rugosas, y, finalmente, los platos, soles, engargolados o montados en un pedestal, tipo frutal. Alós rompió con los conceptos clásicos y modeló las piezas tras sacarlas del torno, las cuales deformaba y  mezclaba con todo tipo de materiales. La luminosidad y el color de las piezas también son fundamentales.
Estuvo muy relacionada con Esplugas de Llobregat:  vivió desde los años 50, a raíz de sus problemas de salud, y contribuyó decisivamente a preservar el patrimonio ceramista de esta ciudad. Fue autora del plafón cerámico de la capilla del Santo Cristo de la iglesia de Santa María Magdalena de Esplugas. Estuvo ligada a empresas como la Fábrica Pujol i Bausis, muy relacionada con arquitectos del modernismo catalán y de la cual su padre había estado director artístico. El Espacio Baronda de Esplugues acoge una exposición permanente de Alós formada por la treintena de piezas que su hija donó en 2009 a la ciudad y que forman parte de la colección de los Museos de Esplugas. La ceramista impulsó la creación en 1986 del premio de cerámica Vila de Esplugues, que se celebra con carácter bianual y que desde 1998 se denomina Bienal de Cerámica Angelina Alòs. En 1983 el Ayuntamiento de Esplugas le otorgó la Medalla de Oro de la ciudad.
Su obra tuvo repercusión internacional y está conservada en museos de todo el mundo. Además del fondo de la ciudad de Esplugas, el Museo del Diseño de Barcelona conserva una muestra representativa de trabajos desde los años treinta hasta los sesenta.